# Schloßbrauerei Schwarzbach
 (mai 2021).
Si vous disposez d'ouvrages ou d'articles de référence ou si vous connaissez des sites web de qualité traitant du thème abordé ici, merci de compléter l'article en donnant les références utiles à sa vérifiabilité et en les liant à la section « Notes et références ».
La Schlossbrauerei Schwarzbach est une brasserie à Schwarzbach.

## Histoire
La brasserie se présente comme la plus ancienne brasserie de la forêt de Thuringe en se référant à un document établissant la pratique du brassage à Schwarzbach en 1400. La construction d'une brasserie remonte à 1720.

## Production
La brasserie a pour spécialités la Raubritter Dunkel (une Schwarzbier) et la Sonnen-Weisse (la seule Weizenbier de la région). En on brasse la pils et la bock et des limonades.